# 空港通り (国道193号)
空港通り（くうこうどおり）は、香川県高松市上天神町（上天神町交差点）から高松市香南町岡に至る一般国道国道193号の通称。この項目では、空港通り終点から高松市塩江町安原下（鮎滝交差点）までの川東香南バイパス区間も併せて記載する。

## 概要
旧国道193号（現香川県道280号高松香川線）の交通渋滞の解消や高松空港へのアクセス機能強化などを目的として、全線4車線のバイパス道路として建設されたが、現在は国道193号の本線となっている。当バイパスのうち、空港通りの愛称がついている区間は起点から岡交差点までである。
当線は高松市南部郊外を一直線に南下する道路で、ほとんどが直線区間であるほか、南下するほど信号も少なくなるため、流れが速くなる。

## 要目
高松工区
- 起点：香川県高松市上天神町（上天神町交差点=国道11号交点）
- 終点：香川県高松市三名町（三名町交差点=香川県道12号交点）
- 延長：2.686 km
- 規格：第3種第2級
- 車線数：完成4車線
- 道路幅員：25.0 m
- 車線幅員：13.0 m
- 設計速度：60 km/h
- 制限速度：50 km/h
- 事業化：1972年度

寺井工区
- 起点：香川県高松市三名町（三名町交差点=香川県道12号交点）
- 終点：香川県高松市香川町大野（大野交差点=香川県道170号交点）
- 延長：2.5 km
- 規格：第3種第2級
- 車線数：完成4車線
- 道路幅員：25.0 m
- 車線幅員：13.0 m
- 設計速度：60 km/h
- 制限速度：60 km/h
- 事業化：1979年度

川東・香南工区
- 起点：香川県高松市香川町大野（大野交差点=香川県道170号交点）
- 終点：香川県高松市塩江町安原下（鮎滝交差点=国道377号交点）
- 延長：6.25 km
- 規格：第3種第2級
- 車線数：完成4車線
- 道路幅員：25.0 m
- 車線幅員：13.0 m
- 設計速度：60 km/h
- 制限速度：60 km/h
- 事業化：1983年度

## 沿革

### 空港通り区間
- 1976年（昭和51年）11月1日 : 高松市鹿角町 - 高松市三名町暫定供用。
- 1979年（昭和54年）3月29日 : 高松市上天神町交差点 - 高松市三名町(2.7 km)4車線供用。
- 1982年（昭和57年）11月20日 : 高松市三名町 - 高松市一宮町暫定供用。
- 1986年（昭和61年）4月3日 : 高松市一宮町 - 香川郡香川町大野暫定供用。
- 1988年（昭和63年）4月28日 : 香川町大野 - 香川町川東下(3.0 km)暫定供用。
- 1988年（昭和63年）7月25日 : 香川町川東下 - 香南町岡(1.1 km)暫定供用。
- 1989年（平成元年）8月8日 : 高松市三名町 - 香川町大野(2.5 km)4車線供用。
- 1989年（平成元年）12月16日 : 香南町岡地内(0.6 km)暫定供用。同日、新高松空港も供用開始。
- 1990年（平成2年）4月28日 : 香川町大野 - 香川町川東下4車線供用。
- 1990年（平成2年）11月8日 : 香川町川東地内4車線供用。この付近で4車線化が遅れたのは、現在の百十四銀行空港口支店の位置にあった香川県立高松南高等学校香南分校（1989年閉校）の敷地が予定地内にかかり、校舎の解体、整地が行われるまで着工できなかったためである。また、同分校があった川東下交差点の前後は香川県道172号川東高松線の現道拡幅区間である。
- 1991年（平成3年）12月21日 : 香川町川東下-香南町岡4車線供用。これにより、高松市上天神町 - 香南町岡(9.8 km)4車線化が完成。

### 川東香南バイパス区間
- 2001年（平成13年）3月27日 : 香南町岡-塩江町安原下(0.9 km)の暫定供用。
- 2003年（平成15年）12月21日 : 香南町岡-塩江町安原下(1.7 km)の4車線供用。

## 主な構造物
- 寺井高架橋 (238.26 m)
  - この橋の下に高松琴平電気鉄道空港通り駅がある。
- 新岩崎橋 (148 m)
  - 香東川に架かる橋梁。

## 交差・接続する道路
| 接続する道路 西← 〈空港通り〉 →東                                                      | 接続する道路 西← 〈空港通り〉 →東        | 交差点名   | 所在地 | 所在地       | 起点から (km) |
| -------------------------------------------------------------------------------------- | ---------------------------------------- | ---------- | ------ | ------------ | ------------- |
| ↑国道11号〈高松南バイパス〉 （国道32号・国道193号・国道492号重複）（徳島・高松駅方面） |                                          |            |        |              |               |
| 〈さぬき夢街道〉 国道11号高松南バイパス（国道32号重複）                                | 〈さぬき夢街道〉 国道11号高松東バイパス  | 上天神町   | 高松市 | 上天神町     | 0.0           |
| 県道171号国分寺太田上町線                                                              | 県道171号国分寺太田上町線                | 鹿角東     | 高松市 | 鹿角町       | 1.1           |
| 県道147号太田上町志度線〈バイパス〉                                                    | 県道147号太田上町志度線〈バイパス〉      | 上東原     | 高松市 | 鹿角町       | 1.6           |
| 県道12号三木国分寺線                                                                   | 県道12号三木国分寺線                     | 三名町     | 高松市 | 三名町       | 2.7           |
| -                                                                                      | 県道164号三谷香川線                      | 舟岡池北   | 高松市 | 仏生山町     | 4.3           |
| 県道170号岡本香川線                                                                    | 県道170号岡本香川線                      | 大野       | 高松市 | 香川町大野   | 5.2           |
| 県道172号川東高松線                                                                    | -                                        |            | 高松市 | 香川町川東下 | 8.0           |
| 県道13号三木綾川線                                                                     | 国道193号本線 （県道13号三木綾川線重複） | 川東下     | 高松市 | 香川町川東下 | 8.1           |
| -                                                                                      | 県道172号川東高松線                      | 新川東南   | 高松市 | 香川町川東下 | 8.3           |
| 香東川                                                                                 | 香東川                                   | 新岩崎橋   | 高松市 | 香川町川東下 | 9.0           |
| 香東川                                                                                 | 香東川                                   | 新岩崎橋   | 高松市 | 香南町岡     | 9.0           |
| 県道45号高松空港線                                                                     | -                                        | 岡         | 高松市 | 9.2          |               |
| 県道44号円座香南線                                                                     | -                                        |            | 高松市 | 9.4          |               |
| -                                                                                      | 県道44号円座香南線                       | 香南町清水 | 高松市 | 9.9          |               |
| -                                                                                      | 国道193号本線                            | 鮎滝下     | 高松市 | 香川町安原下 | 10.5          |
| 国道377号                                                                              | -                                        | 鮎滝       | 高松市 | 香川町安原下 | 11.4          |
| ↓国道193号（国道377号・国道492号重複）（美馬方面）                                     |                                          |            |        |              |               |

## 交通量
| 区間                            | 観測地点                       | 交通量    | 交通量  | 混雑度 | 昼間平均旅行速度 | 昼間平均旅行速度 |
| 区間                            | 観測地点                       | 2010年    | 前回比  | 混雑度 | 上り             | 下り             |
| ------------------------------- | ------------------------------ | --------- | ------- | ------ | ---------------- | ---------------- |
| 上天神町交差点 - 鹿角東交差点   | -                              | 2万7932台 | -2917台 | 1.30   | 18.4 km/h        | 30.5 km/h        |
| 鹿角東交差点 - 三名町交差点     | -                              | 2万7932台 | -1169台 | 1.30   | 31.4 km/h        | 30.2 km/h        |
| 三名町交差点 - 舟岡池北交差点   | 高松市香川町寺井字池尻624番地1 | 2万3560台 | +597台  | 1.10   | 30.1 km/h        | 38.4 km/h        |
| 舟岡池北交差点 - 大野交差点     | 高松市香川町寺井字池尻624番地1 | 2万3560台 | +597台  | 1.10   | 47.1km/h         | 33.9 km/h        |
| 大野交差点 - 川東下交差点       | -                              | 1万8970台 | -652台  | 0.74   | 41.1 km/h        | 25.9 km/h        |
| 川東下交差点 - 新川東南交差点   | 高松市香川町安原下167番地5     | 1万0414台 | -2125台 | 0.48   | 12.2 km/h        | 34.2 km/h        |
| 新川東南交差点 - 岡交差点       | 高松市香川町安原下167番地5     | 1万0414台 | -2125台 | 0.48   | 49.8 km/h        | 49.1 km/h        |
| 岡交差点 - 県道44号             | 高松市香川町安原下167番地5     | 1万0414台 | -2125台 | 0.48   | 18.6 km/h        | 51.9 km/h        |
| 県道44号 - 香南町清水交差点     | 高松市香川町安原下167番地5     | 1万0414台 | -2125台 | 0.48   | 59.6 km/h        | 60.4 km/h        |
| 香南町清水交差点 - 鮎滝下交差点 | 高松市香川町安原下167番地5     | 1万0414台 | -2125台 | 0.48   | 58.8 km/h        | 47.7 km/h        |
| 鮎滝下交差点 - 鮎滝交差点       | 高松市香川町安原下167番地5     | 1万0414台 | -312台  | 0.48   | 50.7 km/h        | 43.6 km/h        |
| 平均                            | 平均                           | 1万6767台 | -1316台 | 0.77   | 38.0 km/h        | 40.5 km/h        |